# Пасічник Раїса Василівна
Раїса Василівна Пасічник (Прокопишена) (16 серпня 1939, село Нетребівка, тепер Томашпільського району Вінницької області — 2 травня 2015, село Антопіль Томашпільського району Вінницької області) — українська радянська діячка, новатор сільськогосподарського виробництва, ланкова, завідувач молочнотоварної ферми, агроном колгоспу імені ХХ з'їзду КПРС Крижопільського (Томашпільського) району Вінницької області. Депутат Верховної Ради УРСР 6—8-го скликань. Герой Соціалістичної Праці (23.06.1966).

## Біографія
Народилася в селянській родині. Закінчила середню школу.
Трудову діяльність розпочала у 1957 році колгоспницею колгоспу імені ХХ з'їзду КПРС села Антополя Томашпільського району Вінницької області.
З 1960 року — ланкова комсомольсько-молодіжної ланки колгоспу імені ХХ з'їзду КПРС села Антополя Крижопільського (тепер — Томашпільського) району Вінницької області. Вирощувала високі врожаї кукурудзи. На початку 1960-х років отримувала сталі високі (100 ц/га) врожаї кукурудзи на великих площах. Зокрема, в 1961 році було зібрано по 105,2 ц/га кукурудзи на площі 80 га при зобов'язанні 100 ц/га, а в 1962 році — по 109,5 ц/га.
Член КПРС з 1963 року. Делегат XXIII з'їзду КПРС.
З 1964 року працювала завідувачем молочнотоварної ферми колгоспу імені ХХ з'їзду КПРС Томашпільського району.
У 1970 році без відриву від виробництва закінчила агрономічне відділення факультету заочного навчання Уманського сільськогосподарського інституту, здобула фах вченого агронома–полевода.
З 1969 року — заступник голови правління, секретар партійної організації колгоспу імені ХХ з'їзду КПРС Томашпільського району Вінницької області.
З 1971 року — агроном, а з 1975 року — агроном-насіннєвод та голова комісії народного контролю колгоспу імені ХХ з'їзду КПРС села Антополя (центральна садиба в селі Марківці) Томашпільського району Вінницької області. У господарстві за цей час підвищилась культура землеробства (середньорічна врожайність зернових становила 40,6 ц/га, цукрових буряків — 418 ц/га, а в 1976 році — 606 ц/га).
В умовах соціалістичного змагання в 1983 році було встановлено приз Героя Соціалістичної Праці Раїси Василівни Пасічник за вирощування високих урожаїв кукурудзи механізованими загонами і ланками.
Потім — на пенсії в селі Антопіль Томашпільського району Вінницької області.

## Нагороди
- Герой Соціалістичної Праці (23.06.1966)
- орден Леніна (23.06.1966)
- орден Жовтневої Революції (1971)
- медалі
- Почесна грамота Президії Верховної Ради Української РСР (25.10.1968)